# Lymeon bifasciator
Lymeon bifasciator is een insect dat behoort tot de familie van de gewone sluipwespen (Ichneumonidae). De wetenschappelijke naam werd gepubliceerd door Thunberg in 1822.